# Санта-Крус-ду-Риу-Парду
Санта-Крус-ду-Риу-Парду (порт. Santa Cruz do Rio Pardo)  —  муниципалитет в Бразилии, входит в штат Сан-Паулу. Составная часть мезорегиона Ассис. Входит в экономико-статистический  микрорегион Ориньюс. Население составляет 44 135 человек на 2006 год. Занимает площадь 1116,4 км². Плотность населения — 39,5 чел./км².
Праздник города —  20 января.

## Статистика
- Валовой внутренний продукт на 2003 составляет 572.993.521,00 реалов (данные: Бразильский институт географии и статистики).
- Валовой внутренний продукт на душу населения на 2003 составляет 13.431,63 реалов (данные: Бразильский институт географии и статистики).
- Индекс развития человеческого потенциала на 2000 составляет 0,811 (данные: Программа развития ООН).